# Джозеф Очая
Джозеф Очая (англ. Joseph Ochaya, нар. 5 грудня 1994, Кампала) — угандійський футболіст, лівий захисник, лівий півзахисник конголезького клубу «ТП Мазембе» і національної збірної Уганди.

## Клубна кар'єра
У дорослому футболі дебютував 2010 року виступами за команду «Кампала Сіті Каунсіл», в якій провів один сезон. 2011 року грав у В'єтнамі за «Навібанк Сайгон», після чого повернувся до рідного клубу.
Протягом 2012–2014 років захищав кольори «Асанте Котоко», у складі якого двічі вигравав футбольну першість Гани, після чого знову повернувся до «Кампала Сіті Каунсіл».
Навесні 2017 року перейшов до замбійського «Лусака Дайнамос», а за півтора року став гравцем «ТП Мазембе», лідера чемпіонату Демократичної Республіки Конго. 

## Виступи за збірну
2012 року дебютував в офіційних матчах у складі національної збірної Уганди.
Був гравцем основного складу збірної на Кубку африканських націй 2017 в Габоні, а за два роки став учасником Кубка африканських націй 2019 в Єгипті, в іграх якого, утім, уже на поле не виходив.